# سونيا تود
سونيا تود (بالإنجليزية: Sonia Todd)‏ هي ممثلة أسترالية، ولدت في 1959 في أستراليا.

## أعمال

### أفلام
- (1996) تألق[2]

## وصلات خارجية
- سونيا تود على موقع IMDb (الإنجليزية)
- سونيا تود على موقع ألو سيني (الفرنسية)
- سونيا تود على موقع أول موفي (الإنجليزية)
- سونيا تود على موقع قاعدة بيانات الأفلام السويدية (السويدية)
- سونيا تود على موقع قاعدة بيانات الفيلم (الإنجليزية)
- سونيا تود على موقع كينوبويسك (الروسية)